# Cervo (Lugo)
Cervo es un municipio de España perteneciente a la provincia de Lugo, en la comunidad autónoma de Galicia. Forma parte de la comarca de la La Mariña Occidental. En 2024 contaba con una población de 4184 habitantes. En 1994 la parroquia de Burela se independizó del ayuntamiento de Cervo.

## Geografía
Cervo es un municipio de España perteneciente al norte de la provincia de Lugo, en la comunidad autónoma de Galicia. Forma parte de la comarca de La Mariña, y para más exactitud en la Comarca de La Mariña Occidental. Se ubica en las denominadas Rías Altas, un tramo de costa comprendido entre Ribadeo y Finisterre.
Consta de una extensión de 78 km², siendo sus límites al norte el mar Cantábrico, al este Burela y Foz, al sur Valle de Oro y al oeste Jove.
La orografía del Concello de Cervo es prácticamente llana en la zona costera y bastante accidentado hacia el sur, donde llegan las partes bajas de la sierra de Buio.

## Historia
El 2019 se encontraron restos de construcciones datadas en la Edad de Hierro
El río Cobo pasa bajo por el antiguo puente medieval de O Bao y desemboca en el puerto de San Cibrao, el cual fue uno de los primeros puertos balleneros del mar Cantábrico y también un puerto especial cuando en el siglo XVIII llevaba a las Antiguas Reales Fábricas de Fundición y Loza de Sargadelos, de las que se pueden observar algunos de sus restos a orillas del Río Xunco. A lo largo de este río se encuentran diversos molinos antiguos hasta su desembocadura en la playa de Rueta.
Este municipio también albergaba Fábricas de Salazón, de las que en la actualidad podemos observar sus ruinas, una en la ría, frente a la playa del torno y otra en plena playa de Cubelas. Lugares donde se encontraban las Carpinterías de Ribeira, de las que solo queda una en toda la provincia y está situada en San Cibrao.

## Organización territorial
El municipio está formado por noventa entidades de población distribuidas en seis parroquias:
- Castelo (San Xiao)
- Cervo (Santa María)
- Lieiro (Santa María)
- Rúa (Santa María)
- Sargadelos (Santiago)
- Villaestrofe[5]

## Geografía humana

### Demografía
Cuenta con una población de 4184 habitantes (INE 2024).
| Gráfica de evolución demográfica de Cervo entre 1842 y 2021 |
| |
| Población de derecho según los censos de población del INE Población de hecho según los censos de población del INEEntre el censo de 2001 y el anterior, disminuye el término del municipio porque independiza a 27902 (Burela) |

## Símbolos
El 20 de septiembre de 2001 se aprobó la modificación del escudo heráldico del municipio. El blasón del escudo es el siguiente:

«De sinople (verde) un ciervo de oro (amarillo), vilenado de gules (rojo); jefe de azur (azul) con una estrella de oro flanqueada de dos anclas de plata (blanco). Al timbre, corona real cerrada»
Diario Oficial de Galicia nº 200 de 16 de noviembre de 2001

## Patrimonio
El legado de la historia de Cervo destaca el conjunto histórico artístico de Sargadelos, que está formado varios bienes patrimoniales: restos de las instalación siderúrgicas, Antigua Fábrica de Loza, la presa, Casa de la Administración, Casa del Peso, Pazo de Ibañez, Xardín do Pazo de Ibañez, paseo de los Enamorados, estrada de peage, iglesia de Santiago de Sargadelos y cementerio.
Actualmente cuenta con el Centro de Emprendimiento del conjunto histórico artístico de Sargadelos, ubicado en el antiguo edificio de las caballerizas, reformado y acondicionado por el Ayuntamiento de Cervo, con fondos de la Junta de Galicia, para la creación de un centro de artesanía y de actividades singulares adaptadas al entorno.
Arqueologicamente destacan: 
- Castro de Rueta: Tiene una importante línea de defensa con dos fosos anchos paralelos y un pequeño interfoso.
- Castro de Castelo: Prácticamente destruido, conservándose únicamente parte.

La importancia de las minas de caolín fue decisiva para el establecimiento de fábricas de cerámica, de las que era materia prima primordial.
El puente romano es medieval, da la Baja Edad Media, situado en la zona del Bao, presenta un arco ojival de grandes dimensiones.
Otro edificio que forma parte do legado histórico es el Pazo de Pedrosa, situado cerca del puerto de San Ciprián. En él se instaló O´Connor, cambiando su apellido por el de Pedrosa. Tres escudos coronan la puerta principal del palacio.

## Cultura
Este ayuntamiento cuenta con el Museo Histórico de Sargadelos, las Galerías de Sargadelos y con el Museo del Mar más antiguo de Galicia en el centro de San Cibrao, donde también hay una biblioteca situada en la segunda planta de la Casa de la Cultura. También hay otra biblioteca en el Centro Cultural y de Servicios a la Ciudadanía en Cervo.
Cervo cuenta con diversos locales de exposiciones a disposición de los artistas y una amplia oferta cultural como música, teatro, fiestas, museos, exposiciones...